# Ortygospiza atricollis gabonensis
L'astro quaglia mascherato (Ortygospiza atricollis gabonensis Lynes, 1914) è un uccello passeriforme della famiglia degli Estrildidi.

## Descrizione

### Dimensioni
Misura circa 9–10 cm di lunghezza.

### Aspetto
L'aspetto è molto simile a quello dell'astro quaglia vero e proprio, che a sua volta ricorda una quaglia: rispetto ad essi, tuttavia, l'astro quaglia mascherato presenta colorazione bianca facciale del tutto assente o ridotta a qualche penna sparsa, cosicché la faccia e la gola appaiono di colore nero. Le femmine delle due sottospecie appaiono invece difficilmente distinguibili.

## Biologia
Le modalità di vita dell'astro quaglia mascherato non differiscoo significativamente da quelle dell'astro quaglia propriamente detto: anche in questo caso, infatti, si tratta di uccelli diurni, granivori, principalmente terricoli e molto timidi, che vivono in coppie.

## Distribuzione e habitat
L'astro quaglia mascherato, come intuibile dal nome scientifico, è diffuso in Gabon, oltre che nella porzione orientale del Congo: il suo habitat è rappresentato dalle aree aperte a copertura erbosa, con scarsa presenza di cespugli o alberi.

## Tassonomia
Questi uccelli sono stati tradizionalmente classificati come specie a sé stante, col nome di Ortygospiza gabonensis, nome che viene a tutt'oggi considerato valido da molti autori: tuttavia, tale distinzione si basa principalmente su differenze di carattere morfologico (la colorazione dell'area facciale e pettorale), che costituiscono criterio di distinzione anche fra le varie sottospecie di Ortygospiza atricollis, mentre a livello genetico non sono state trovate differenze tali da giustificare un'ulteriore separazione fra le tre specie, quanto piuttosto da giustificarne l'unione in un unico complesso-specie.